# Runtuna
Runtuna is een plaats in de gemeente Nyköping in het landschap Södermanland en de provincie Södermanlands län in Zweden. De plaats heeft 268 inwoners (2005) en een oppervlakte van 35 hectare.

## Verkeer en vervoer
Bij de plaats loopt de Länsväg 223.